# Sainte-Julie (Ain)
Pour les articles homonymes, voir Sainte-Julie.
Sainte-Julie est une commune française située dans le département de l'Ain en région Auvergne-Rhône-Alpes.

## Géographie
Contrairement à la plupart des communes du Bugey qui sont de zone montagneuse, Sainte-Julie est située dans la plaine, à proximité de la rivière d'Ain. La commune est à 6 km à l'est de Meximieux, en retrait de l'axe routier Lyon - Ambérieu-en-Bugey (route départementale 1084, ex-route nationale 84), à 7 km de Lagnieu (son chef-lieu de canton), à 6 km de Saint-Vulbas, à 2 km de Chazey-sur-Ain et à 4 km de Leyment.

### Lieux-dits et hameaux
- Aymini Hospitalis
- Granges Robert (ou Plaines Robert)
- La Chèvre
- Mas Dupuis
- Notre-Dame de Lorette
- Trolliet

### Climat
Pour des articles plus généraux, voir Climat d'Auvergne-Rhône-Alpes et Climat de l'Ain.
En 2010, le climat de la commune est de type climat océanique altéré, selon une étude du CNRS s'appuyant sur une série de données couvrant la période 1971-2000. En 2020, Météo-France publie une typologie des climats de la France métropolitaine dans laquelle la commune est exposée à un climat de montagne ou de marges de montagne et est dans la région climatique Bourgogne, vallée de la Saône, caractérisée par un bon ensoleillement (1 900 h/an), un été chaud (18,5 °C), un air sec au printemps et en été et des vents faibles.
Pour la période 1971-2000, la température annuelle moyenne est de 11,6 °C, avec une amplitude thermique annuelle de 17,9 °C. Le cumul annuel moyen de précipitations est de 1 085 mm, avec 10,4 jours de précipitations en janvier et 7,3 jours en juillet. Pour la période 1991-2020, la température moyenne annuelle observée sur la station météorologique de Météo-France la plus proche, « Ambérieu », sur la commune de Château-Gaillard à 9 km à vol d'oiseau, est de 11,9 °C et le cumul annuel moyen de précipitations est de 1 117,5 mm,. Pour l'avenir, les paramètres climatiques de la commune estimés pour 2050 selon différents scénarios d'émission de gaz à effet de serre sont consultables sur un site dédié publié par Météo-France en novembre 2022.

## Urbanisme

### Typologie
Au 1er janvier 2024, Sainte-Julie est catégorisée bourg rural, selon la nouvelle grille communale de densité à 7 niveaux définie par l'Insee en 2022.
Elle est située hors unité urbaine. Par ailleurs la commune fait partie de l'aire d'attraction de Lyon, dont elle est une commune de la couronne,. Cette aire, qui regroupe 397 communes, est catégorisée dans les aires de 700 000 habitants ou plus (hors Paris),.

### Occupation des sols
L'occupation des sols de la commune, telle qu'elle ressort de la base de données européenne d’occupation biophysique des sols Corine Land Cover (CLC), est marquée par l'importance des territoires agricoles (75,3 % en 2018), en diminution par rapport à 1990 (80,1 %). La répartition détaillée en 2018 est la suivante : 
terres arables (69,9 %), forêts (10,5 %), mines, décharges et chantiers (8,3 %), zones agricoles hétérogènes (5,4 %), zones urbanisées (3,5 %), zones industrielles ou commerciales et réseaux de communication (2,4 %).
L'évolution de l’occupation des sols de la commune et de ses infrastructures peut être observée sur les différentes représentations cartographiques du territoire : la carte de Cassini (XVIIIe siècle), la carte d'état-major (1820-1866) et les cartes ou photos aériennes de l'IGN pour la période actuelle (1950 à aujourd'hui).

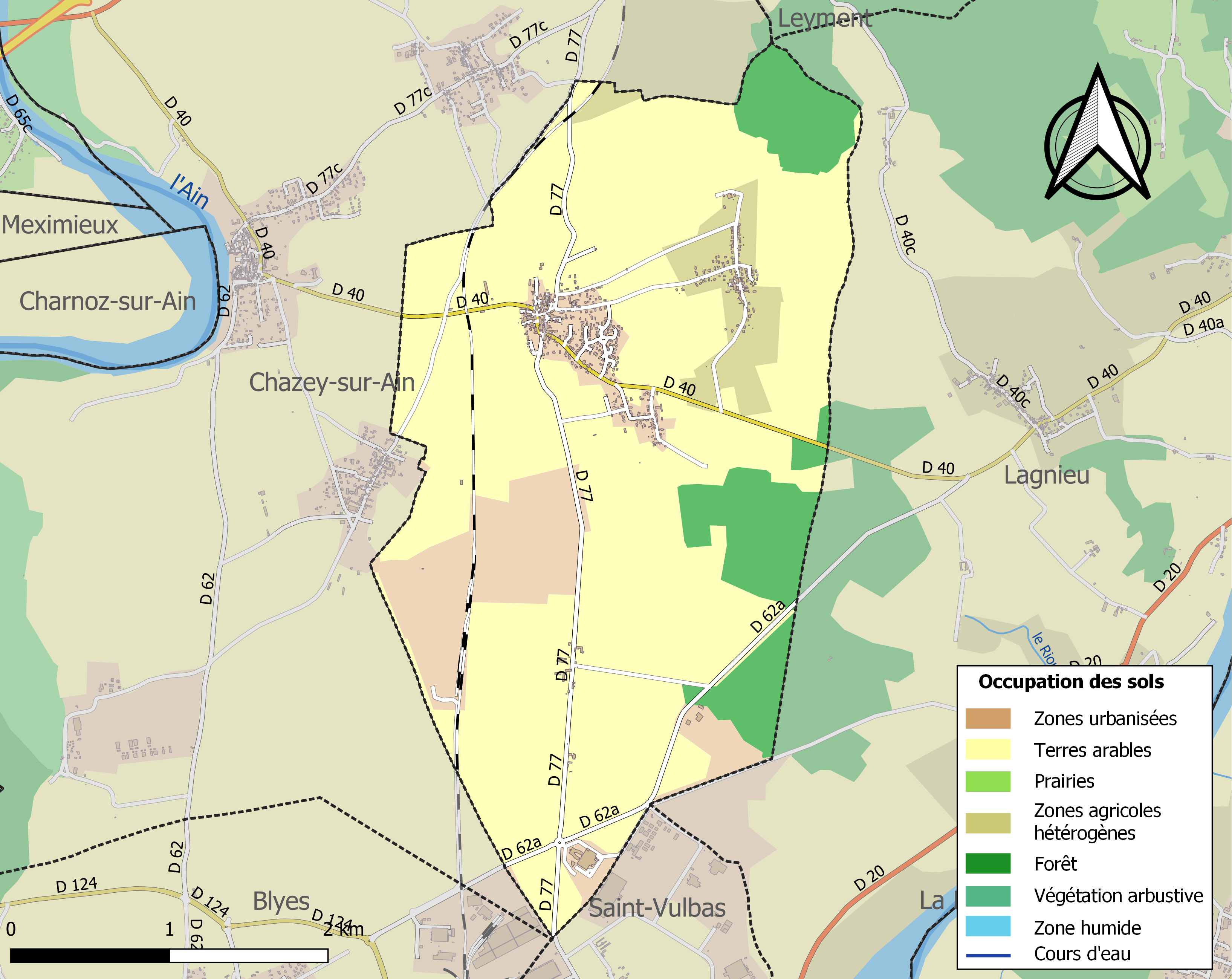
Carte des infrastructures et de l'occupation des sols de la commune en 2018 (CLC).

## Histoire
Les premiers documents connus concernent la paroisse, sous le vocable de saint Cyrille ou saint Cyr et sainte Julitte. En 1193, le pape Lucius III confirme la paroisse comme possession du monastère de l'île Barbe, aujourd'hui, dans le 9e arrondissement de Lyon.
Pendant la Révolution française, Sainte-Julie prend le nom révolutionnaire de Falerne.
En 1973, le hameau de l'Hôpital est rattaché à la commune de Chazey-sur-Ain.

## Politique et administration

### Découpage territorial
La commune de Sainte-Julie est membre de la communauté de communes de la Plaine de l'Ain, un établissement public de coopération intercommunale (EPCI) à fiscalité propre créé le 15 décembre 2002 dont le siège est à Chazey-sur-Ain. Ce dernier est par ailleurs membre d'autres groupements intercommunaux.
Sur le plan administratif, elle est rattachée à l'arrondissement de Belley, au département de l'Ain et à la région Auvergne-Rhône-Alpes. Sur le plan électoral, elle dépend du  canton de Lagnieu pour l'élection des conseillers départementaux, depuis le redécoupage cantonal de 2014 entré en vigueur en 2015, et de la deuxième circonscription de l'Ain  pour les élections législatives, depuis le dernier découpage électoral de 2010.

### Administration municipale
| Période                                  | Période                  | Identité             | Étiquette             | Qualité   |
| ---------------------------------------- | ------------------------ | -------------------- | --------------------- | --------- |
| Les données manquantes sont à compléter. |                          |                      |                       |           |
| mars 1965                                | mars 1989                | François Desserières | MRP puis CDP puis CDS |           |
| mars 1989                                | juillet 1989             | Françoise Chanteur   |                       |           |
| juillet 1989                             | décembre 2004            | René Marthoud        | PCF                   |           |
| janvier 2005                             | mars 2008                | René Pampouille      |                       |           |
| mars 2008                                | 2020                     | Jean-Luc Robin       |                       | Retraité  |
| 2020                                     | En cours (au avril 2020) | Lionel Chappellaz    | SE                    | Ingénieur |

## Démographie
L'évolution du nombre d'habitants est connue à travers les recensements de la population effectués dans la commune depuis 1793. Pour les communes de moins de 10 000 habitants, une enquête de recensement portant sur toute la population est réalisée tous les cinq ans, les populations de référence des années intermédiaires étant quant à elles estimées par interpolation ou extrapolation. Pour la commune, le premier recensement exhaustif entrant dans le cadre du nouveau dispositif a été réalisé en 2007.
En 2022, la commune comptait 1 092 habitants, en évolution de +9,31 % par rapport à 2016 (Ain : +5,15 %, France hors Mayotte : +2,11 %).
| 1793 | 1800 | 1806 | 1821 | 1831 | 1836 | 1841 | 1846 | 1851 |
| ---- | ---- | ---- | ---- | ---- | ---- | ---- | ---- | ---- |
| 473  | 339  | 401  | 502  | 444  | 437  | 451  | 450  | 498  |

| 1856 | 1861 | 1866 | 1872 | 1876 | 1881 | 1886 | 1891 | 1896 |
| ---- | ---- | ---- | ---- | ---- | ---- | ---- | ---- | ---- |
| 494  | 528  | 533  | 449  | 450  | 440  | 422  | 409  | 391  |

| 1901 | 1906 | 1911 | 1921 | 1926 | 1931 | 1936 | 1946 | 1954 |
| ---- | ---- | ---- | ---- | ---- | ---- | ---- | ---- | ---- |
| 369  | 347  | 326  | 320  | 295  | 299  | 305  | 286  | 286  |

| 1962 | 1968 | 1975 | 1982 | 1990 | 1999 | 2006 | 2007 | 2012 |
| ---- | ---- | ---- | ---- | ---- | ---- | ---- | ---- | ---- |
| 273  | 316  | 327  | 331  | 529  | 535  | 787  | 823  | 934  |

| 2017  | 2022  | - | - | - | - | - | - | - |
| ----- | ----- | - | - | - | - | - | - | - |
| 1 017 | 1 092 | - | - | - | - | - | - | - |

## Économie
- Parc industriel de la Plaine de l'Ain

## Culture locale et patrimoine

### Lieux et monuments
- Château de Sainte-Julie du XIIe siècle, inscrit partiellement à l'inventaire des monuments historiques depuis le 21 décembre 1984[20].
- Chapelle Notre-Dame-de-Lorette de Sainte-Julie.
- Église Sainte-Julitte de Sainte-Julie.